# Saint-Germain-lès-Senailly
Saint-Germain-lès-Senailly ist eine französische Gemeinde mit 113 Einwohnern (Stand 1. Januar 2022) im Département Côte-d’Or in der Region Bourgogne-Franche-Comté. Sie gehört zum Kanton Montbard und zum Arrondissement Montbard. 
Sie grenzt im Norden an Quincerot, im Osten an Crépand, im Süden an Senailly und im Westen an Quincy-le-Vicomte.

## Bevölkerungsentwicklung
| Jahr                       | 1962 | 1968 | 1975 | 1982 | 1990 | 1999 | 2008 | 2015 |
| -------------------------- | ---- | ---- | ---- | ---- | ---- | ---- | ---- | ---- |
| Einwohner                  | 77   | 78   | 84   | 100  | 100  | 107  | 94   | 116  |
| Quellen: Cassini und INSEE |      |      |      |      |      |      |      |      |